# Noemí Rodríguez Martínez
Noemí Rodríguez Martínez (Andorra la Vella, 5 d'abril de 1971) és una periodista andorrana.
Va cursar els estudis de Ciències de la Informació (1989-1994) a la facultat de Periodisme de la Universitat Autònoma de Barcelona (UAB). Té un màster de direcció en comunicació empresarial i institucional (UAB) i un postgrau en comunicació online i gestió de xarxes socials. Actualment cursa un Màster en Drets Humans, estat de dret i democràcia a Iberoamèrica a la Universitat d'Alcalá (Madrid).
El gener de 2010, i conscienciada del rol social que han de jugar els mitjans de comunicació, impulsa la primera Iniciativa legislativa popular amb la voluntat de respectar els drets dels no fumadors.
El 15 de novembre de 2010 es lliuren a Sindicatura més de 2.200 signature Arxivat 2019-04-17 a Wayback Machine.s (el 10% del cens electoral necessari per poder ser presa en consideració).
L'abrupta finalització de la legislatura de Jaume Bartumeu no va permetre entrar a tràmit la proposta, però el gruix de les forces polítiques representades al Consell General es van comprometre a reprendre el tema després de les eleccions, i així va ser. El mes de juny de 2011 s'aprovava la llei, i el mes de desembre entrava en vigor.
Va dirigir durant més de 15 anys el programa Ningú és perfecte a Ràdio Valira. Actualment, Noemi Rodríguez es dedica a la comunicació estratègica assessorant diferents empreses  i institucions del país. A més continua escrivint- des de fa deu anys- al Diari d'Andorra i col·labora habitaulemnt amb diverses causes.
A hores d'ara és a més la coordinadora per Europa de la Xarxa de Comunicadors de la Federació Iberoamericana de l'Ombudsman. (red ComFio)
A més, és membre de la junta de l'associació de professionals de la Comunicació d'Andorra, i membre de l'Institut de Drets Humans d'Andorra,  de l'Associació Acció Feminista i de la Comissió Nacional Andorrana per la Unesco.
L'any 2017 va rebre el Premi Tristaina de periodisme per la seva trajectòria professional en el marc de la Nit Literària Andorrana que organitza el Cercle de les Arts i de les Lletres.
L'any 2023 publica el llibre El que mai et vaig dir (Editorial Límits, 2023).